# Leonel Parris
Leonel Antonio Parris Mitre (ur. 13 czerwca 1982 w mieście Panama) – panamski piłkarz występujący na pozycji prawego obrońcy, reprezentant Panamy.

## Kariera klubowa
Parris pochodzi ze stołecznego miasta Panama i swoją profesjonalną karierę rozpoczynał jako zawodnik tamtejszego klubu CD Plaza Amador. W jego barwach zadebiutował w Liga Panameña de Fútbol, wziął także udział w rozgrywkach Copa Interclubes UNCAF, jednak zarówno na arenie krajowej, jak i międzynarodowej nie zdołał odnieść większych sukcesów. W lipcu 2007 został zawodnikiem ekipy Chorrillo FC z siedzibą w mieście Balboa, gdzie występował przez kolejne półtora roku, po czym podpisał umowę ze stołecznym Tauro FC. Tam niebawem wywalczył sobie miejsce w pierwszym składzie i w jesiennych rozgrywkach Clausura 2009 zdobył z nim wicemistrzostwo kraju. Sześć miesięcy później, w sezonie Apertura 2010, po raz pierwszy został z kolei mistrzem Panamy. Sukces ten powtórzył jeszcze w rozgrywkach Clausura 2012, będąc już jednym z najlepszych obrońców ligi panamskiej. W barwach Tauro kilkakrotnie występował w Lidze Mistrzów CONCACAF.

## Kariera reprezentacyjna
W seniorskiej reprezentacji Panamy Parris zadebiutował za kadencji kolumbijskiego selekcjonera José Eugenio Hernándeza, 25 maja 2005 w zremisowanym 1:1 meczu towarzyskim z Wenezuelą. Kolejne powołanie do kadry otrzymał dopiero pięć lat później, a w 2013 roku znalazł się w ogłoszonym przez szkoleniowca Julio Césara Dely Valdésa składzie na turniej Copa Centroamericana. Tam rozegrał wszystkie trzy spotkania, a jego drużyna zajęła ostatecznie piąte miejsce. W tym samym roku został powołany na Złoty Puchar CONCACAF.